# Campoplex macer
Campoplex macer är en stekelart som först beskrevs av Cresson 1865.  Campoplex macer ingår i släktet Campoplex och familjen brokparasitsteklar. Inga underarter finns listade.